# Côm Gagnepain
Côm Gagnepain hay còn gọi côm láng (danh pháp khoa học: Elaeocarpus gagnepainii) là một loài thực vật có hoa trong họ Côm. Loài này được Merr. mô tả khoa học đầu tiên năm 1951.